# Callitriche brachycarpa
Callitriche brachycarpa är en grobladsväxtart som beskrevs av Christoph Friedrich Hegelmaier. Callitriche brachycarpa ingår i släktet lånkar, och familjen grobladsväxter. Inga underarter finns listade i Catalogue of Life.